# Xenocys jessiae
Xenocys jessiae е вид бодлоперка от семейство Haemulidae. Видът е уязвим и сериозно застрашен от изчезване.

## Разпространение и местообитание
Разпространен е в Еквадор.
Обитава крайбрежията на морета и рифове в райони с тропически климат. Среща се на дълбочина около 15 m, при температура на водата около 21,8 °C и соленост 35,7 ‰.

## Описание
На дължина достигат до 30 cm.